# Imani Hakim
Imani A. Hakim, ameriška televizijska igralka, * 12. avgust 1993, Cleveland, Los Angeles.
Igrala je Tonyo Rock v komični seriji Vsi sovražijo Chrisa, kjer je bila najmlajša izmed glavnih igralcev. Pred vlogo Tonye se je pojavila v Who Stole the Baby Jesus, Cinderella in The Hobbit.
Pri komaj sedmih letih je začela študirati igralstvo na Cleveland's historic Karamu House Theater. Bila je tudi na Alexander's Workshop v Lakewoodu, Kalifornija.
V prostem času Imani uživa v poslušanju glasbe, branju, spoznavanju afriške kulture, pisanju in borilnih veščinah. Šolala se je doma. Trenutno živi v Los Angelesu, Kalifornija, skupaj s svojima bratoma in očetom.